# Gablenz (Saxe)
Pour les articles homonymes, voir Gablenz.
Gablenz (en sorabe: Jabłońc) est une commune de Saxe (Allemagne), située dans l'arrondissement de Görlitz, dans le district de Dresde.

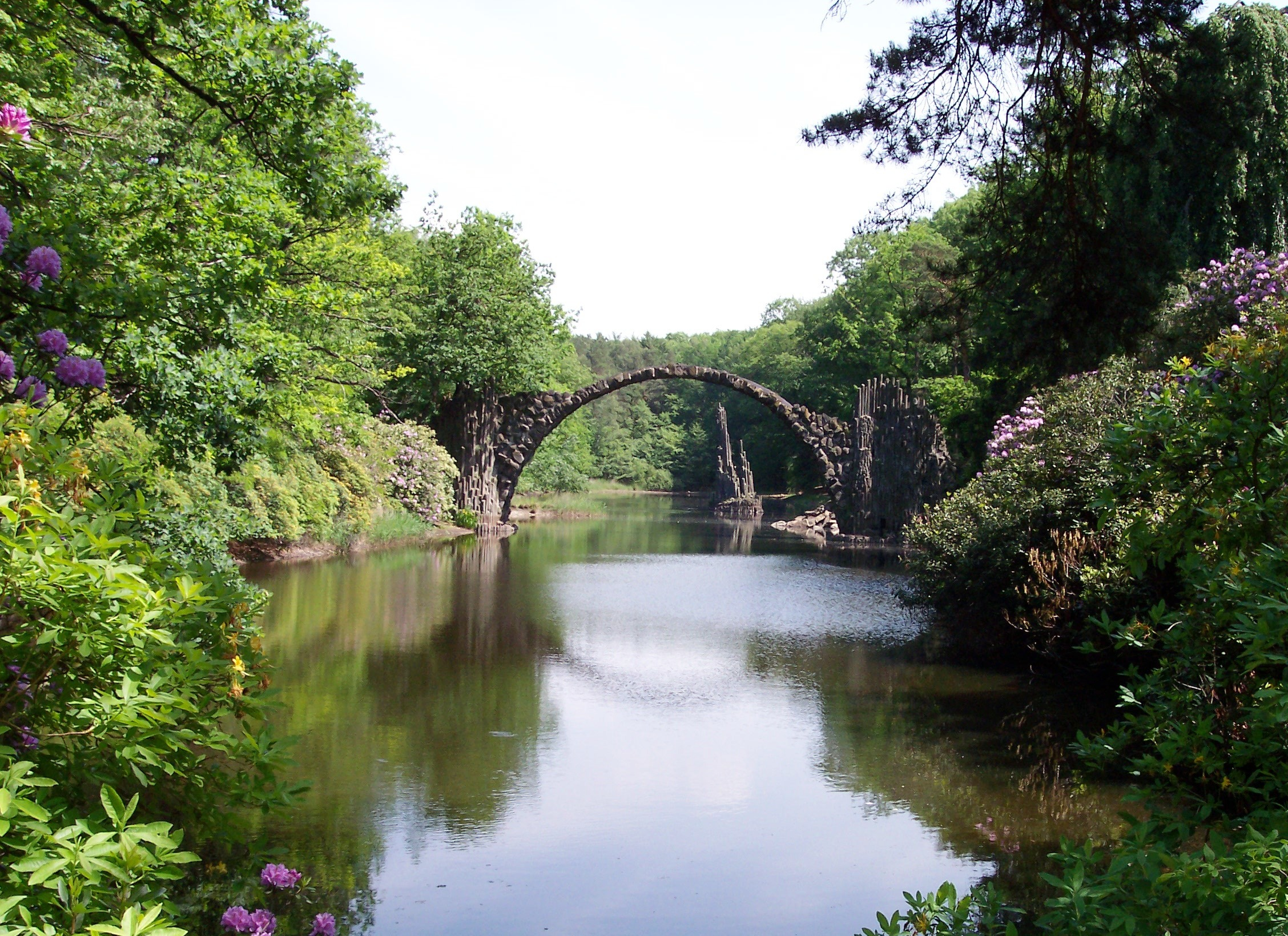
Le pont Rakotzbrücke au Parc d'azalées et de rhododendrons de Kromlau